# Sagrada Coração de Jesus (Venilale)

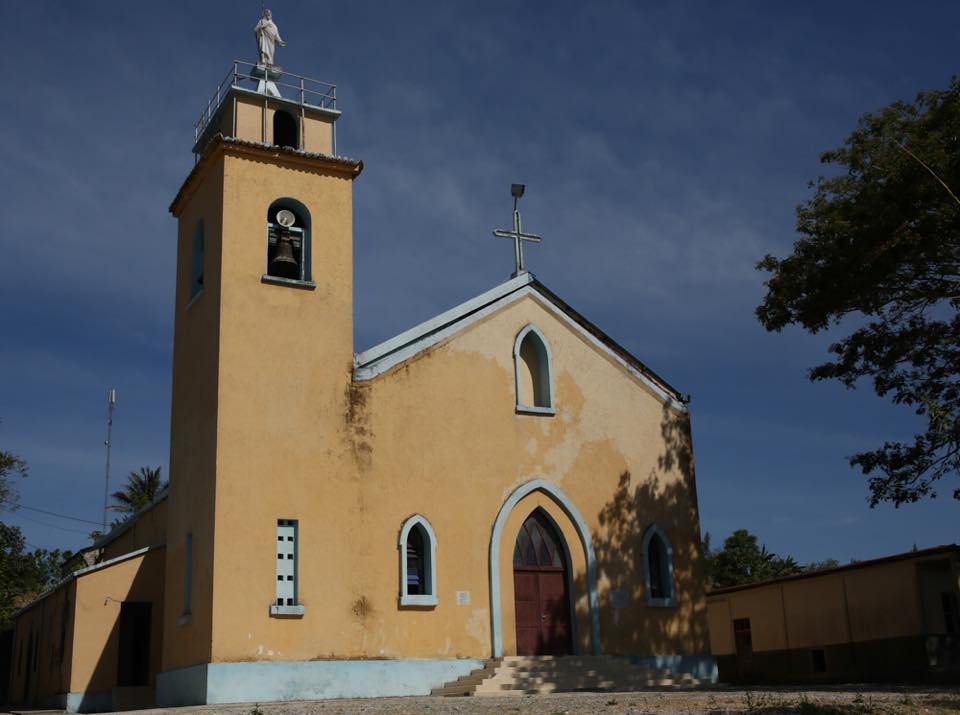
Kirche von Venilale (2015)

Die Igreja Sagrada Coração de Jesus (deutsch Kirche Heiliges Herz Jesu, Herz-Jesu-Kirche) ist die Pfarrkirche des osttimoresischen Ortes Venilale (Suco Uatu Haco, Verwaltungsamt Venilale, Gemeinde Baucau).

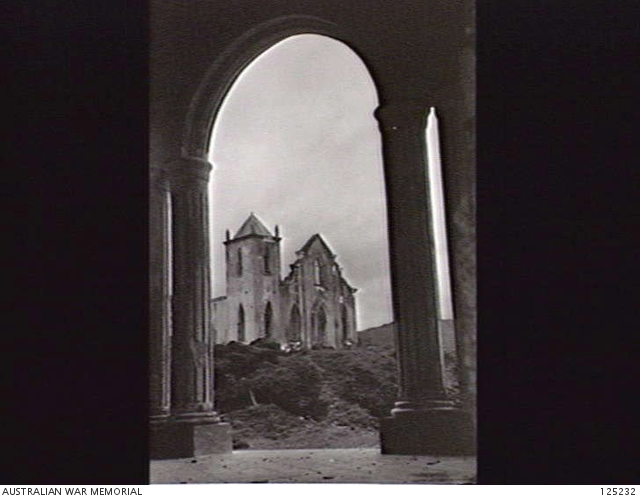
Im Zweiten Weltkrieg brannte die Kirche aus (Bild von 1946)

Die Kirche stammt aus der portugiesischen Kolonialzeit und verfügt an ihrer Nordwestecke über einen Glockenturm. Zwischen 2004 und 2015 wurde das ursprüngliche Zeltdach mit einer zusätzlichen Stufe ummauert und so eine Plattform geschaffen. Auf der Spitze des ursprünglichen Dachs steht nun eine lebensgroße Jesusstatue. Auf der Spitze des Satteldachs des Hauptgebäudes thront oberhalb des Kirchenportals ein großes Kreuz.